# Il libro dell'estate
Il libro dell'estate (Sommarboken in svedese) è un romanzo pubblicato la prima volta in svedese nel 1972 dalla scrittrice e pittrice finlandese Tove Jansson. Risulta essere uno dei libri finlandesi più tradotti al mondo.

## Trama

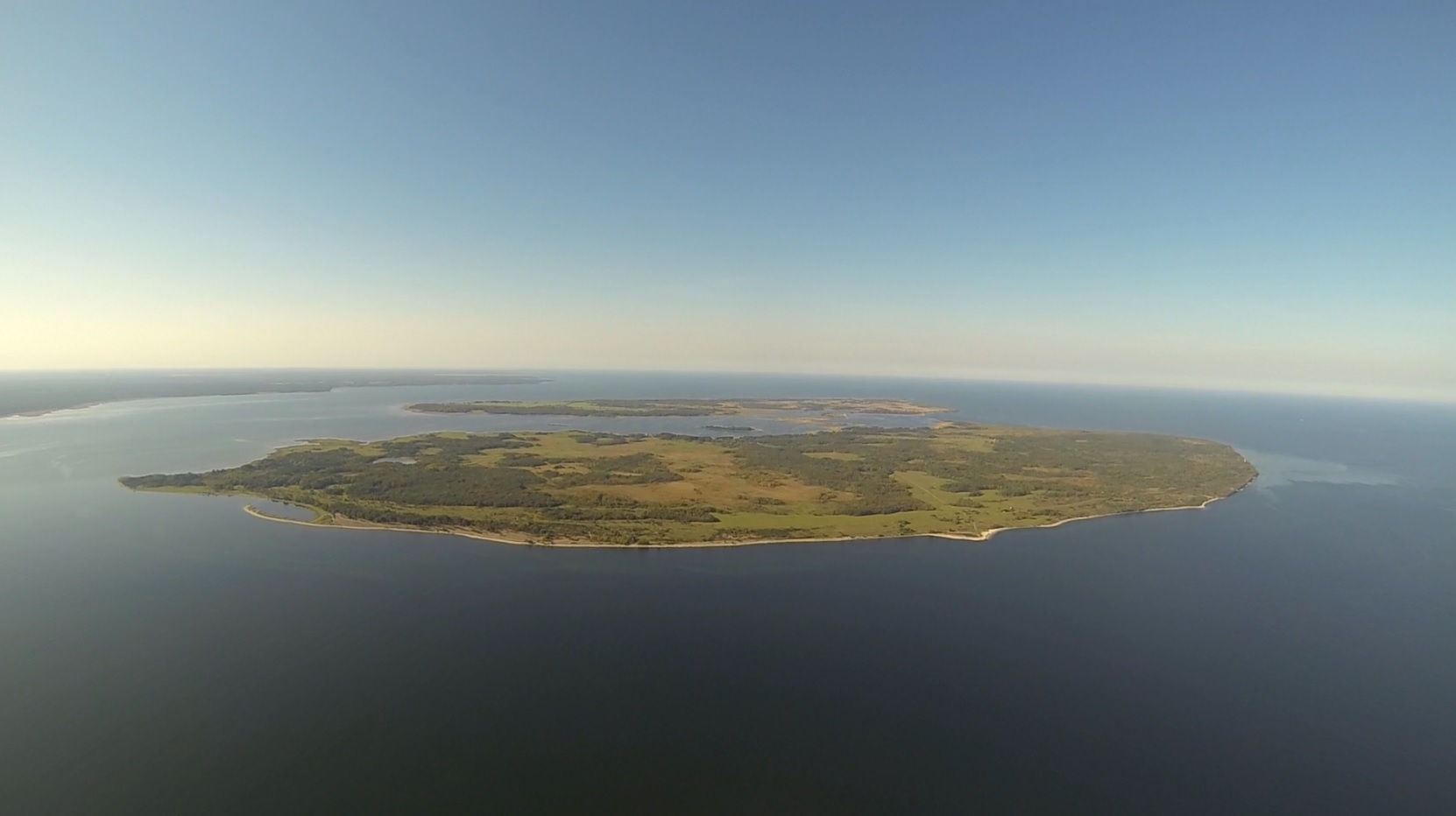
Isole nel golfo della Finlandia

Su un'isola del golfo di Finlandia trascorrono l'estate una nonna con la nipotina. Accanto a loro il padre e, occasionalmente, vari visitatori. La natura detta i suoi tempi e la vita quotidiana procede nella normalità. La successione dei 22 capitoli dei quali si compone il libro parla di bagni in mare, di gatti, di lavori sull'isola, di tempeste e visite mentre le due donne dialogano tra loro oppure restano in silenzio. Le vicende sono sempre in equilibrio tra le durezze della vita e la felicità, tra il bisogno di sicurezza e la necessità di rischiare. La nipotina comincia ad affrontare la vita mentre la nonna, che la vita ormai l'ha vissuta quasi tutta, la sa ascoltare e si adatta senza mai imporre una sua visione delle cose.

## Critica
Philip Pullman ha descritto il libro come "un romanzo meraviglioso, bello, saggio, che è anche molto divertente".

## Edizione originale
- (SV) Tove Jansson, Sommarboken, Helsingfors, Schildts, 1972, OCLC 247997686.

## Edizione italiana
- Tove Jansson, Il libro dell'estate, traduzione di Carmen Giorgetti Cima, Milano, Iperborea, 2002, ISBN 88-7091-007-5, OCLC 799479949.

## Edizioni in altre lingue
- (EN) Tove Jansson, The Summer Book, traduzione di Thomas Teal, Old Saybrook, Tantor Audio, 2022, ISBN 9781541476493, OCLC 1325723754.
- (FI) Tove Jansson, Kesäkirja, Werner Söderström Osakeyhtiö, 2018, ISBN 9789510434383, OCLC 1124735090.